# Alfreda
Alfreda är ett fornengelskt kvinnonamn, ursprungligen Ælfreada, som är sammansatt av orden 'alf' (mytologiskt väsen) och 'read' som betyder råd. Den maskulina formen av namnet är Alfred.
Den 31 december 2014 fanns det totalt 37 kvinnor folkbokförda i Sverige med namnet Alfreda, varav 18 bar det som tilltalsnamn.
Namnsdag i Sverige: saknas